# 東遊園地

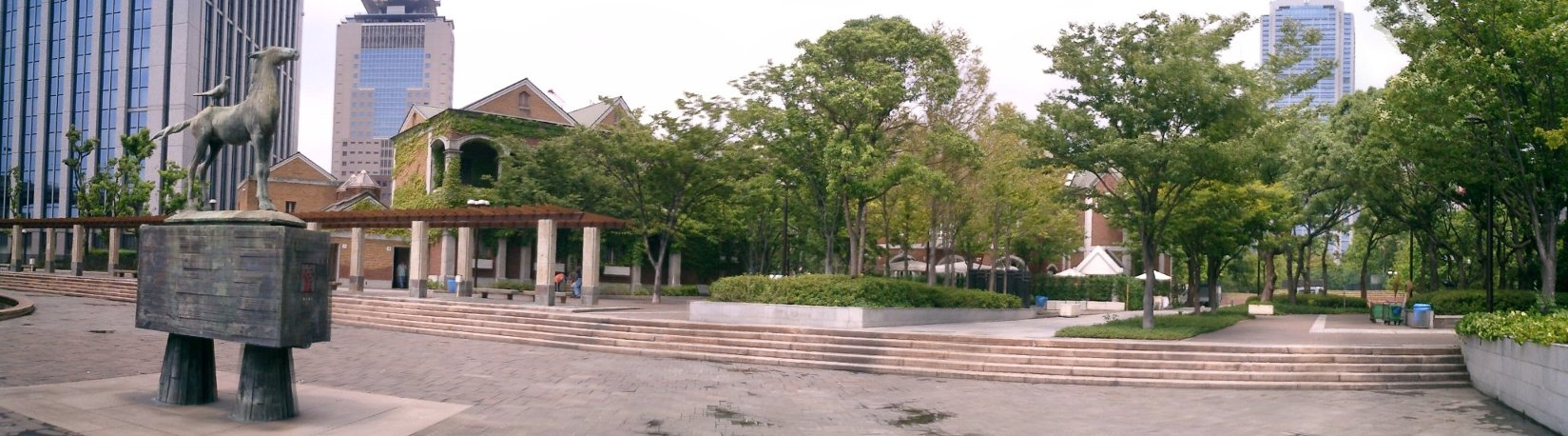
東遊園地

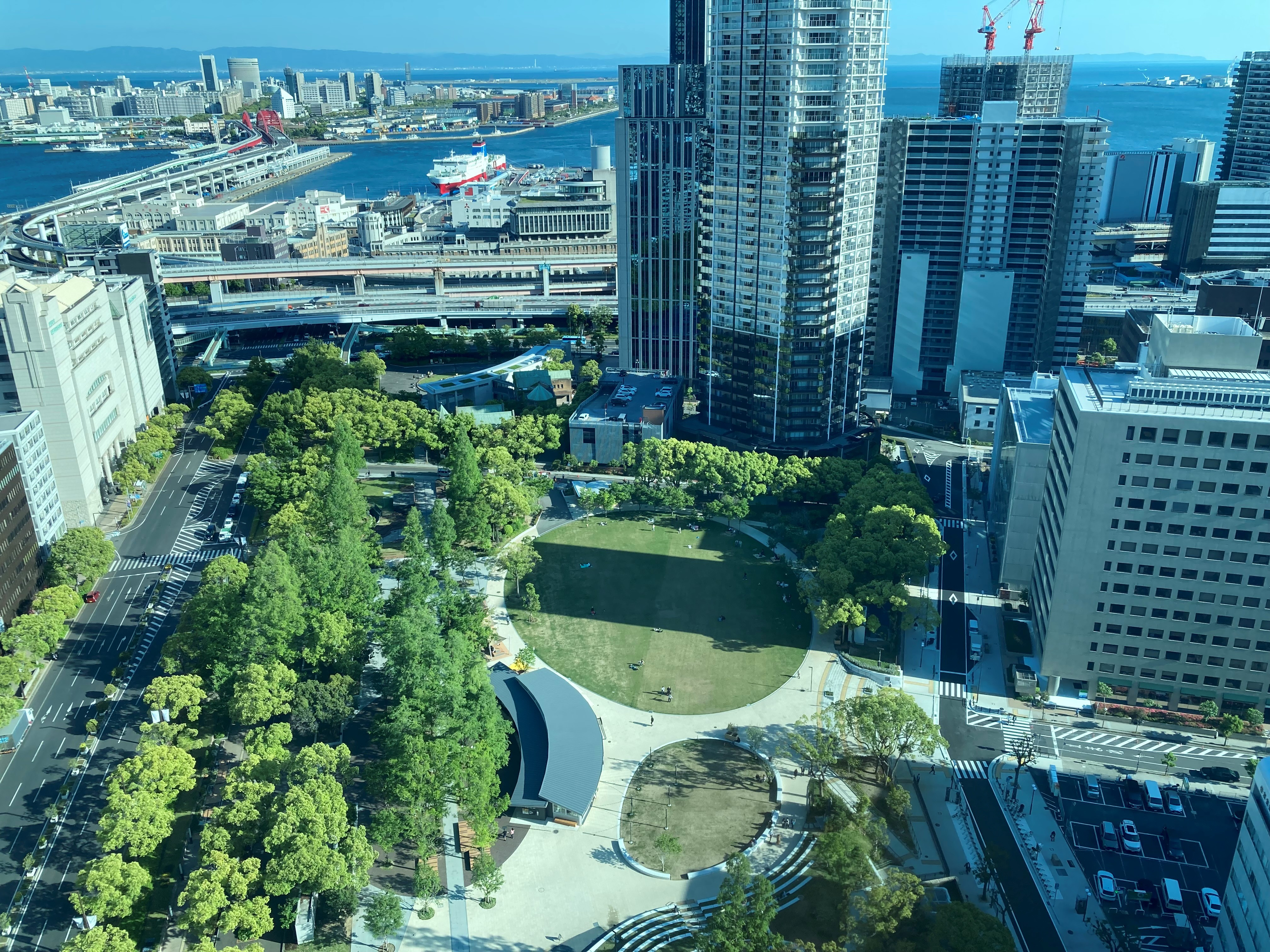
東遊園地（神戸市役所24階展望ロビーから）

東遊園地（ひがしゆうえんち）は、兵庫県神戸市中央区加納町6丁目にある神戸市管理の都市公園。神戸市役所本庁舎の南隣にあって、フラワーロードの西側に位置する。
公園名の「遊園地」とは「公園」と同じ意味で、現在の日本語で一般に使われている遊園地とは異なる。また、方位を示す「東」が公園名に付いているのは、「神戸外国人居留地（現在の旧居留地）の東側に位置することに由来する」とされている。
2021年10月からの再整備工事を経て、2023年4月7日にリニューアルオープン。リニューアルを機に、英語による「KOBE EAST PARK」（コウベ・イースト・パーク）という名称を「東遊園地」と併用している。

## 概要
「日本に駐在する外国人専用の公園」として、1875年（明治8年）に「外国人居留遊園」（がいこくじんきょりゅうゆうえん）という名称で開園。「日本で最初の西洋式運動公園」とされていて、開園後には、芝生やクリケット・フットボールなどのグラウンドが設置されている。野球・ラグビー・サッカー・ボウリングなどのスポーツが日本に広まるようになったのは、このような環境の下で、外国人を中心に園内でゲームが繰り広げられたことによるという。
開園に至った背景には、神奈川県横浜市に設けられていた外国人向けの居留地（横浜居留地）が1866年（慶応2年）の火災で打撃を受けたことが大きく影響している。当時日本の国政を司っていた江戸幕府は、横浜居留地の再建に際して、「横浜居留地改造及競馬場墓地等約書」という条約を外国公使団との間に締結。この条約に「外国人と日本人が共有する遊園（散歩やスポーツを通じて交流できるような公園）を設けること」という一文が記されていたことを受けて、神戸外国人居留地（後の「旧居留地」）の東側に「外国人居留遊園」が作られた。なお、開園後は「内外人民偕楽遊園」（ないがいじんみんかいらくゆうえん）「内外人公園」（ないがいじんこうえん）「加納町遊園地」（かのうちょうゆうえんち）への改称を経て、1922年（大正11年）から名称を「東遊園地」に統一している。
その一方で、1869年（明治2年）頃からは、駐在外国人の交流施設「ユニオン・クラブ」が公園の敷地内に誕生。施設名を「KOBE CLUB」に改称してからは、日本人の出入りも認めていたという。このような経緯から、園内のグラウンドは「日本人が初めてボウリングのゲームに参加した場」と考えられていて、1991年（平成3年）には兵庫県ボウリング場協会（当時）が「KOBE CLUB」の跡地に「ボウリング発祥の地の碑」を設置した。
また、1870年（明治3年）にスコットランドから来日した薬剤師のアレキサンダー・キャメロン・シムは、来日後に「神戸レガッタ・アンド・アスレチック・クラブ」（KR&AC）というスポーツクラブを園内に開設。KR&ACでの活動を通じて、日本におけるスポーツ文化の振興に貢献した。シムはラムネなどを日本に広めたほか、「災害ボランティアの先駆け」とされる活動を日本国内で随時展開していたことから、本人の没後にはその功績を称える記念碑が園内の一角に建てられている。
園内には上記の記念碑以外にも、「近代洋服発祥地の碑」などが存在する。1995年（平成7年）1月17日発災の阪神・淡路大震災で神戸市内が甚大な被害を受けてからは、震災関連のモニュメント（「慰霊と復興のモニュメント」「1.17希望の灯り」）や記念碑（上皇后美智子の歌碑など）も園内に常設。翌1996年からは、毎年1月16日の夜から17日の夜にかけて、「1・17のつどい」（震災犠牲者への追悼行事）が園内のグラウンドで執り行われている。この行事では、震災の犠牲者に向けた漢字1文字が1万本以上の灯籠でかたどられていて、発災時刻の午前5時46分には参加者から1分間の黙祷が捧げられている。NHK大阪放送局が阪神・淡路大震災15年特集ドラマとして2010年1月17日夜に放送したテレビドラマ「その街のこども」（のちに劇場版も公開）には、放送当日早朝の当園での追悼行事の様子が撮影され、組み込まれている。
阪神・淡路大震災の犠牲者を追悼することや、震災の記憶を後世に継承することを目的に1995年度から冬場に開催されている「神戸ルミナリエ」の期間中には、園内のグラウンドにフロントーネ（光の装飾）を設置。新型コロナウイルス感染拡大の影響で開催を中止していた期間（2020 - 2022年度）にも、「カッサ・アルモニカ」（2005年にイタリアから神戸市へ寄贈）などの装飾作品を、12月の上旬から中旬にかけてグラウンド上に設置していた（当該項で詳述）。
その一方で、公園周辺の「都心・三宮エリア」に再整備の動きが見られることを受けて、神戸市ではこのエリアにおける回遊性を向上させるべく2021年（令和3年）10月から園内の再整備に着手。採用する工法の変更などで工期が当初の予定より遅れながらも、にぎわい拠点施設の「URBAN PICNIC」（アーバン・ピクニック）などを新設したうえで、2023年（令和5年）4月7日のリニューアルオープンに漕ぎ着けた。

## 歴史
- 1875年（明治8年）：兵庫県・外務省・居留地行事局（神戸外国人居留地の自治組織）の間で締結されていた「神戸外国人居留地内に公園地取設け議定書」に沿った外国人居留地のレクリエーション施設として、「外国人居留遊園」を神戸外国人居留地（現在の旧居留地）の東側に開園[9]。
- 1890年（明治23年）：神戸外国倶楽部の施設を園内に建設[10]。
  - 「神戸外国倶楽部」の母体は、「西日本における最初の外国人向けクラブ」という「英国倶楽部」（インターナショナルクラブ）で、1869年（明治2年）にイギリス出身の27名が設立。神戸外国倶楽部は現在も、「神戸倶楽部」との名称で活動している[10]。
  - 神戸外国人倶楽部の施設は、アレクサンダー・ネルソン・ハンセルの設計によるレンガ造りで、当時「日本で最も長い」とされたカウンター付きのバー、ボウリング用のアレー、図書室、ビリヤードルームなどを設けていた[10]。
- 1899年（明治32年）：「横浜居留地改造及競馬場墓地等約書」の改定によって日本全国の居留地が日本政府へ一斉に返還されたことを受けて、神戸市が公園の管理を始めるとともに、公園の名称を「加納町遊園地」に変更[2]。
- 1922年（大正11年）：公園の名称を「東遊園地」に変更[2]。
- 1929年（昭和4年）：ラグビーの試合では初めて、園内のグラウンドで11月3日に開かれた京都大学対関西ラグビー倶楽部（関西ラグビーフットボール協会と九州ラグビーフットボール協会の前身に当たるチーム）戦でラジオを通じての実況放送を実施[11]。
- 1945年（昭和20年）：第二次世界大戦の勃発で活動を停止していた神戸外国倶楽部の施設が、神戸大空襲で焼失[10]。
- 1957年（昭和32年）：神戸市役所の本庁舎を、公園の北側に建設[12]。
- 1963年（昭和38年）：公園の南側に当たる神戸市生田区（当時）加納町7丁目の南部を「南側エリア」として公園に編入したことによって、園内の面積を2.7ヘクタールにまで拡大。これを機に、拡大前からの公園の敷地を「北側エリア」と称する一方で、噴水広場を「南側エリア」に建設した[12]。
- 1973年（昭和48年）：開園100周年記念事業として園内を再整備（総事業費はおよそ1億5,000万円）。噴水の増設・改修などを実施した一方で、園内のグラウンドを「芝生広場」として整備したほか、「北側エリア」の地下に駐車場を新設した[12]。
- 1988年（昭和63年） - 1990年（平成2年）：公園を一望できる「展望ロビー」を地上24階に備えた神戸市役所1号館の建設、地下駐車場の増設、フラワーロードの改修に合わせて、公園の再整備を実施。
  - 再整備の総事業費はおよそ10億5,000万円で、「居留地ガーデン」（旧居留地に縁のある人物の銅像や記念碑を集約させたエリア）や、立体トラスと約1,000人分の観覧ベンチを備えた「パフォーマンス広場」を「北側エリア」に新設。その一方で、前述した「芝生広場」（面積は7,000平方メートル）から4,800平方メートル分の芝生を抹消した[12]。
- 1995年（平成7年）
  - 1月17日：午前5時46分に阪神・淡路大震災が発災。公園一帯が震度7の激震に見舞われた影響で、園内の北側に設置されていた「マリーナ像」が倒壊するなどの被害が生じたほか、園内の地盤が大きく変動した。
    - 「マリーナ像」は金色で、円形のアナログ時計を左腕で抱えるように建っていた。しかし、台座が地震の影響で折れたことによって像が落下。時計の針も、「5時46分」を指したまま動きを止めた。「マリーナ像」は後に復元を経て倒壊前と同じ場所に戻されているが、時計についてはあえて修理せず、「震災に関するモニュメントの一つ」として倒壊前と同じ位置に付けられている[13]。
    - 植物の枝を絡ませる目的で園内に設けられているトレリスの一部は、地震によって地盤に段差が生じた影響で、本来の高さから60メートル沈下した。この部分は現在に至るまでそのまま保存されていて、該当箇所のトレリスには「阪神・淡路大震災の記憶」という説明板が付けられている。

  - 12月15日：当日の日没後から始まった神戸ルミナリエ（第1回）で、園内のグラウンドを「メイン会場」に使用。翌1996年（平成8年）以降も、新型コロナウイルス感染症の流行に伴う休止期間（2020 - 2022年度）を含めて、白熱電球やLED電球を用いた装飾作品を毎年の冬場（2022年度までは12月中）に園内で展示している。
- 2000年（平成12年）：阪神・淡路大震災の犠牲者を慰霊することや、世界規模の連帯による大規模災害からの復興の意義を内外に示すことを目的に据えた恒久施設として、「慰霊と復興のモニュメント」を整備[12]。
- 2011年（平成23年）：国の登録記念物（名勝地関係）に登録。
- 2019年（平成31年）：神戸市役所本庁舎の建て替え（新庁舎の建設）工事および、地下駐車場の増設工事に伴って、市役所の北側（東遊園地からおよそ500メートル北側の場所）に設置されていた花時計を「南側エリア」に移設。
  - 当初の計画では、花時計の設置が「一連の工事が完了するまでの暫定措置」とされていた。しかし、後述する事情から、花時計は翌2020年（平成32年）に策定された再整備事業の基本設計で「恒久的な施設」に定められている。
- 2021年（令和3年）：2015年（平成27年）に神戸市が策定した「三宮地区の再整備基本構想」に基づく工事を10月から開始。
  - この工事では、「社会実験の一環」として、かつて「芝生広場」として活用されていたグラウンドを大小2ヶ所（延べ面積がおよそ4,000平方メートル）の「芝生ひろば」として再整備[9]。また、パフォーマンスステージに代わって「見晴らしひろば」を設けたほか、フラワーロード沿いのスペースに「みちひろば」を整備した[14]。
- 2023年（令和5年）
  - 3月25日：「こども本の森 中之島」（大阪市北区中之島）の姉妹施設に当たる「こども本の森　神戸」（完全予約制の文化施設）が、「南側エリア」の花時計前にオープン[15]。
  - 4月7日：リニューアルオープン。
    - 当日は、再整備工事の完了記念セレモニーを開催。再整備を機に新設された「URBAN PICNIC」の営業や、芝生の養生を優先する目的で関係者以外の立ち入りを禁じていた「芝生ひろば」の供用などを開始した[9][16]。

## 「三宮周辺地区の再整備基本構想」に基づく2015年度からの公園再整備事業
神戸市では2015年に、「神戸の都心の未来の姿」と称する将来ビジョンと、「都心」に当たる三宮周辺地区の活性化と再整備に向けた基本構想（三宮周辺地区の再整備基本構想）を策定。三宮周辺地区に位置する東遊園地についても、このようなビジョンと構想に基づく取り組みの一環として、市民や事業者との協働による事業や社会実験が為されている。2018年6月には、再整備に向けた基本計画が策定された。
東遊園地をめぐっては、「中・低木や構造物がフラワーロードと公園全体、公園内の広場、北側園地（北側エリア）と南側園地（南側エリア）を分断している」「フラワーロード（東）側や旧居留地（西）側から公園への出入口が分かりにくい」「『ウォーターフロントへの結節点』になりうる南側エリアが、実際にはあまり利用されていない」といった課題がかねてから指摘されていた。基本計画の策定に際しては、東遊園地について、「神戸を誇り、神戸への愛着が育つ場所」「都心を美しく彩り、新しい出会いと交流が生まれる遊園」という将来像と「人が主役の公園 - 公園が人と人をつなぐ - 」「『神戸らしさ』が光る公園- 公園が山・海・まちをつなぐ - 」「『しなやかな器』となる公園- 想いや仕組みをつなぐ - 」というコンセプトを提示。この計画に沿った再整備工事を通じて、上記の課題の解決を図りながら、「都心回遊の拠点」「さらに多くの市民が楽しく利用・活用できる場」としての魅力を高めることが謳われていた。
再整備の基本計画では、園内の回遊性や夜間の景観などを向上させるべく、園内の空間を「芝生ひろば」「みちひろば」「見晴らしひろば」「こどもと花のひろば」に再編。かつて「芝生広場」として使われていた「北側エリア」内のグラウンドに芝生を再び養生するための実験を2015年度から始める一方で、園内に設置されている彫刻作品・記念碑の配置や演出方法を、再編後の「ひろば」の性質に合わせて見直すことも打ち出していた。ただし、阪神・淡路大震災に関する作品については、再整備前と同じ場所に存置。また、雨水、地下水、既存の樹木を最大限に活用する方針も示している。

### 神戸市役所の本庁舎前から「花時計」を移設
「南側エリア」では、2018年の「神戸ルミナリエ」開催終了直後（12月末）から2019年3月までの改修工事で、噴水の装置を撤去。噴水池をマウンド状に埋め立てたうえで、神戸市役所の北側（東遊園地からおよそ500メートル北側の場所）に設置されていた花時計の針や動力装置を、マウンドの南斜面へ移設した。当初は「（旧設置場所に隣接する）市庁舎2・3号館の建て替えに伴う暫定措置」とされていて、2019年3月28日から花時計の稼働を再開。噴水を囲むエリアの名称も、「噴水広場」から「花時計広場」へ改められた。
もっとも、花時計の旧設置場所は新しい市庁舎の敷地に組み込まれていて、建て替え工事の完了後に花時計を再び設置できなくなっていた。神戸市では工事の完了後に花時計を東遊園地以外の場所へ再び移転させることも計画していたものの、実際には再移転先が決まらなかった。さらに、市役所の公式サイトで2020年4月に実施したアンケートでも、「南側エリア」での常設に好意的な意見が過半数を占めた。結局、神戸市は再整備の基本設計の策定に、花時計を「恒久的な施設」として盛り込むことを決めた。

### Park-PFI（公募設置管理制度）の導入
神戸市では、2015年から東遊園地で実施していた「東遊園地パークマネジメント社会実験」の期間中に、「アーバンピクニック」というイベントを「神戸パークマネジメント社会実験実行委員会」（市内の専門学校長や企業経営者などが結成した団体）と共同で開催。「都心と自然を同時に楽しむ」というコンセプトを設定したうえで、園内の広場を屋外図書館に見立てた「アウトドアライブラリー」と、神戸市内の農産物を扱う「ファーマーズマーケット」を実施していた。
神戸市は、「北側エリア」における「にぎわい拠点施設」の整備に際して、Park-PFI（公募設置管理制度）を導入。2019年には、この制度に沿って整備を担う事業者を民間から公募した。事業期間を施設の着工（公園施設設置の許可日）から20年間で、公募には3つの共同事業体（グループ）が応じていた。もっとも、神戸市に事業提案書を提出したのは、村上工務店（神戸市兵庫区に本社を置く総合建設会社）、一般社団法人リバブルシティイニシアティブ、ティーハウス建築設計事務所で構成されるグループだけであった。ちなみに、このグループの代表企業は村上工務店である。
村上工務店などのグループは、イベントなどに利用するレンタルスペースと、テイクアウト式のカフェを「にぎわい拠点施設」に設置・運営することを提案。この施設に「URBAN PICNIC」（アーバン・ピクニック）という名称を用いることや、施設の周辺に「芝生ガーデン」とデッキテラスを整備することも打ち出していた。これに対して、神戸市は「社会実験の経験に基づく市民との積極的な関わりが期待される」「東遊園地全体を活用した事業の展開も示されているため、さらなる『にぎわい』の創出が見込まれる」「周辺のまちづくり計画との整合や、東遊園地全体の再整備との調整などにも柔軟に対応できる体制が整っている」と評価。2019年12月には、村上工務店などのグループを優先交渉権者に決定した。後の交渉で、「URBAN PICNIC」関連の整備・運営業務を正式に委託。

### 2021年10月からの再整備工事
「北側エリア」では、前述した社会実験の成果を踏まえて、土のグラウンドを「芝生ひろば」に転用した。「芝生ひろば」は大小2つの広場で構成されていて、小さい方の広場を円形の「芝生ガーデン」に充てている。また、パフォーマンスステージに代わって、「見晴らしひろば」を「芝生ひろば」の北側に新設。再整備の前からフラワーロード沿いに立っているメタセコイアの並木や、メタセコイアがもたらす木陰を生かすベく、フラワーロード沿いのゾーンを「みちひろば」として整備した。さらに、神戸市が「自然の景」（人と自然が共生するために必要となる高度な造園技術によって創り出される植栽風景）の創出による「新たなみどりと花のブランディング」という取り組み（「Nature Kobe」）を進めていることを背景に、「神戸らしさ」を感じられる自然の風景を再現させたガーデン（「テラスガーデン」）を「マリーナ像」の西側に新設。居留地ガーデンにも、この取り組みの一環として、神戸が「港町」であることを感じられるような植栽を加えている。
「こども本の森」を花時計の北西側へ誘致することを前提に、全域を「こどもと花のひろば」に割り当てた「南側エリア」では、独創的な遊具、水遊び場、キッズガーデンなどを新たに配置。エリアの南側が国道2号と接することから、国道からの騒音を軽減すべく、当該箇所の植栽の配置を見直した。さらに、国道2号とフラワーロードが交わるエリア南東側の「税関前交差点」の上に、「渡りたくなる」という観点で選ばれた斬新なデザインの歩道橋（税関前歩道橋）を新たに架設している。
このような再整備に際しては、神戸市がかねてから提唱している「光のミュージアム構想」に沿って、夜間の景観を向上させる試みを継続。「見晴らしひろば」では「旧居留地エリアから光で園内で誘導する」という演出が可能な環境を整えたほか、「みちひろば」では、樹木・花壇・水辺・彫刻のライトアップに使用する照明装置や「光のベンチ」を設置した。その一方で、「芝生ひろば」では照明が及ぼす弊害（光害）を抑制すべく、ポール型照明灯の設置によって下方の明るさを確保する程度にとどめている。

## リニューアルオープン（2023年4月）以降の主な動き
オープンの翌週（2023年4月15日）には、『神戸コレクション2023』（音楽イベントを兼ねたファッションショー）を園内で開催。当日は土曜日で、数多くの花で彩られたランウェイが「芝生ひろば」に設けられたほか、フラワーアートが特別に展示されていた。『神戸コレクション』は2003年（第1回）から年に1 - 2回のペースでワールド記念ホール（神戸市内のポートアイランド）を中心に開催されていたが、新型コロナウイルス感染症の流行による休止（2020年）を経て、翌2021年11月開催の『神戸コレクション2021_TRIP』から「神戸の街と楽しむファッションイベント」として再スタート。年2回の開催が復活した2022年には、三宮センター街と生田神社の境内を1回ずつ使用していた。
2023年には阪神タイガース（兵庫県西宮市の阪神甲子園球場を本拠地に使用するプロ野球チーム）によるセントラル・リーグ18年振りの優勝とオリックス・バファローズ（神戸市内の神戸総合運動公園野球場を本拠地→準本拠地に使用するプロ野球チーム）によるパシフィック・リーグ3連覇が達成されたことから、両チームが神戸市の都心部で同年11月23日（勤労感謝の日・木曜日）に別々の時間帯（阪神は午前11時以降・オリックスは午後2時以降）で実施した優勝記念パレード（「兵庫・大阪連携　阪神タイガース、オリックス・バファローズ優勝記念パレード」の神戸開催分）では、パレードの出発点とオープニングセレモニーの会場が東遊園地前に設定されていた。
その一方で、2020年度から2022年度まで休止していた神戸ルミナリエは、2023年度から本格的に再開。2023年度については、「震災の発災から2025年1月17日に30年を迎えることを見据えた実験的な取り組み」として、開催の時期を2024年の1月19日から10日間に設定している。主催団体の「神戸ルミナリエ組織委員会」が休止前や代替行事より遅い時期（1月下旬）の開催へ踏み切った背景には、東遊園地で1月17日に『1・17のつどい』」が執り行われていることなどによる影響が報道などで指摘されているが、遊園地自体は休止前と同じく「メイン会場」に使用。会期中には引き続き、『カッサ・アルモニカ』などの装飾作品を園内に展示する。

## 園内の施設
- 慰霊と復興のモニュメント（阪神・淡路大震災犠牲者の銘板を掲示した「瞑想空間」を地下に併設）[26]
  - 「建設に際しては、関係者や関連企業・団体が「慰霊と復興のモニュメント実行委員会」を立ち上げたうえで、建設に向けた募金を1998年10月から1年にわたって受付。1年間に寄せられた募金（およそ1億5,913万円）を、「建設費」として神戸市へ寄附していた。このような経緯から、地下に設けられた「瞑想空間」には、（神戸市外の地域を含む）震災の犠牲者、震災が「遠因」とされる死者、建設募金への協力者を対象に、関係者などからの許諾が得られた人物の銘板を掲示している[27]。
- 神戸倶楽部（再建。初代は1945年の戦災で焼失）
- ヴィラブランシュ（レストラン）
- 居留地ガーデン
  - アレキサンダー・キャメロン・シムの功績を称える石碑（詳細前述）など、旧居留地と縁の深い人物の像や記念碑を集約。2021年10月からの再整備によって、「神戸が『港町』であることを感じられる自然の景」が加わっている[14]。
- 花時計（2019年からの暫定的な移設を経て恒久施設化）

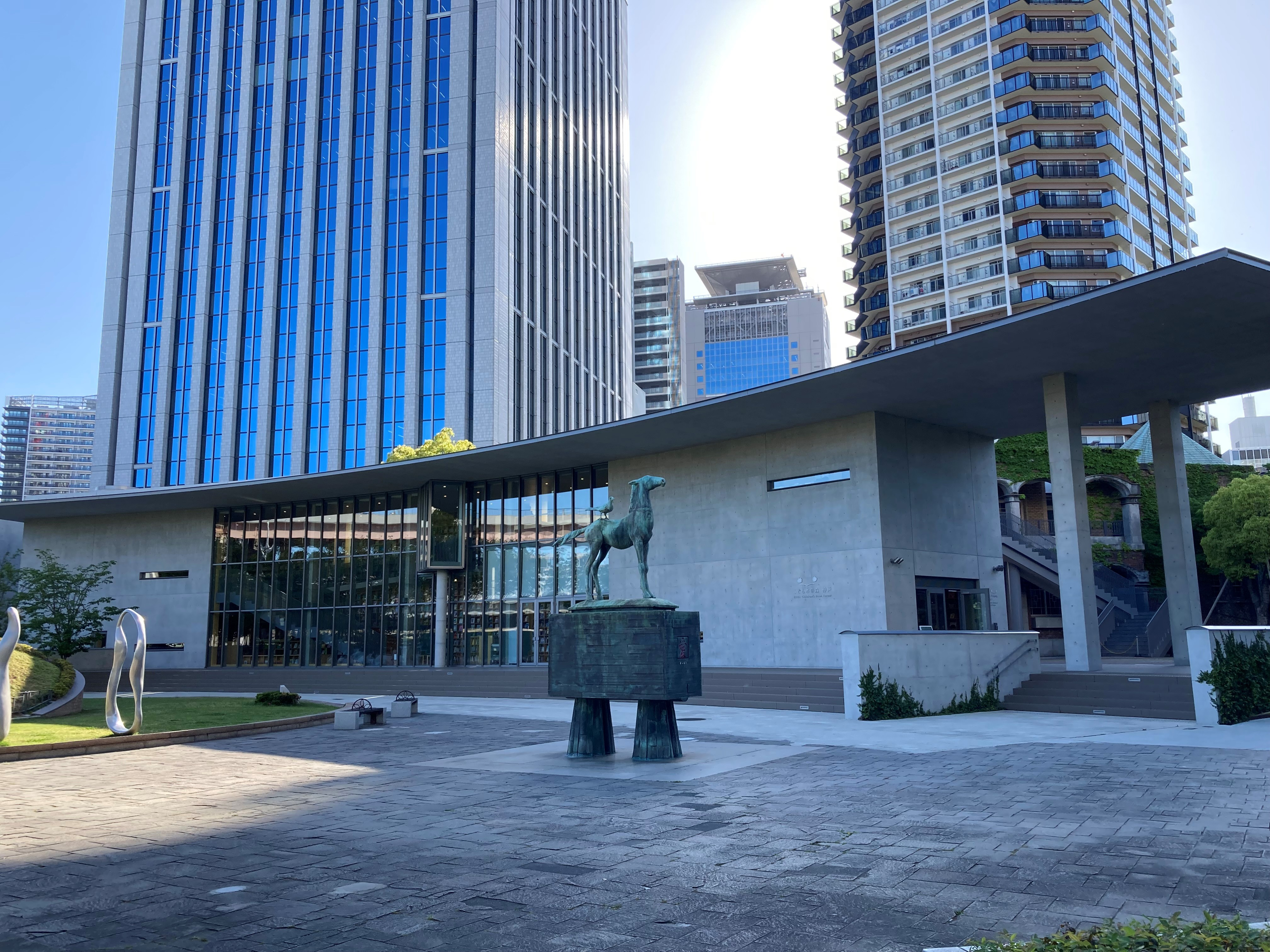
こども本の森神戸

- こども本の森　神戸（2023年3月25日開館）
  - 母体施設である「こども本の森　中之島」に続いて、安藤忠雄（建築家）からの寄付を基に建設。蔵書数は最大2万5,000冊で、神戸と縁の深い竹下景子（俳優）を「名誉館長」に迎えている[28]。
  - 入館者の定員と滞在時間を厳密に定めている関係で、入館には公式サイトからの予約が必要。蔵書については、滞在期間内に限って館内や東遊園地での閲覧を認めているが、館外への貸し出しには対応していない[15]。

以下のスペースや施設はいずれも、2021年10月から2023年3月までの再整備工事で「北側エリア」に新設。
- 「芝生ひろば」
  - 「芝生ひろば」と「芝生ガーデン」で構成。フラワーロードから平坦に続くように設計されている関係で、利用者がどの方角からでも自由に出入りできるほか、多様な用途に対応している[14]。
- 「見晴らしひろば」
  - 「芝生ひろば」の北側に配置。「芝生ひろば」を一望できるテラスや階段状の曲線ベンチを設けているほか、カウンターテーブルやベンチを多数配置している[14]。
- 「みちひろば」
  - 小規模なイベントや物品販売での活用を想定していることから、ベンチなどを随所に設置している[14]。
- 「テラスガーデン」
- URBAN PICNIC
  - オープンの時点では、「WEEKEND」（カフェとしても営業するレストラン）、レンタルスペース、「OUTDOOR LIBRARY」（テーマに沿った書籍の寄贈で成り立つ屋外図書館）に活用されている[14]。

## ギャラリー

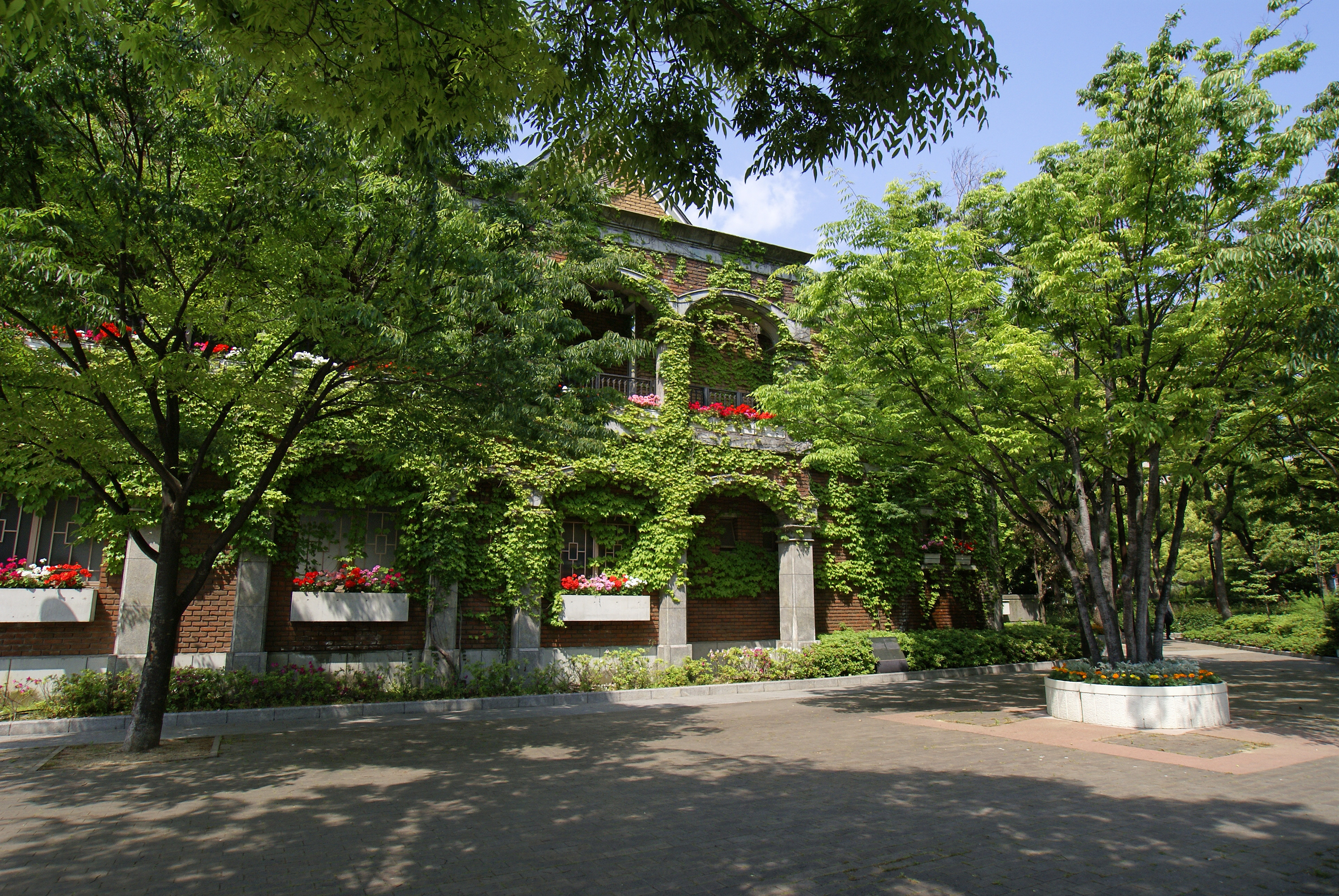
神戸外国倶楽部（神戸倶楽部）（再建）
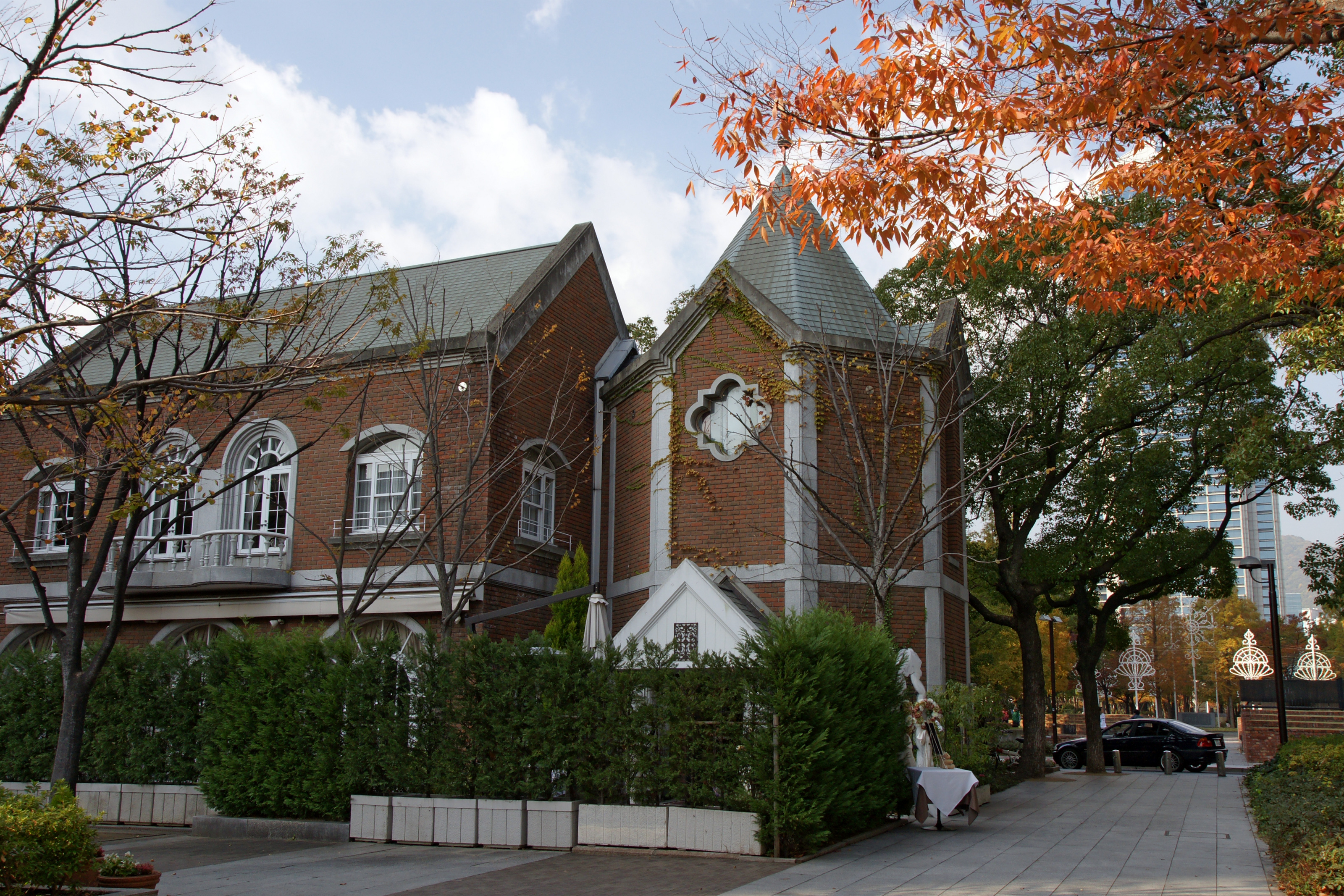
ヴィラ ブランシュ
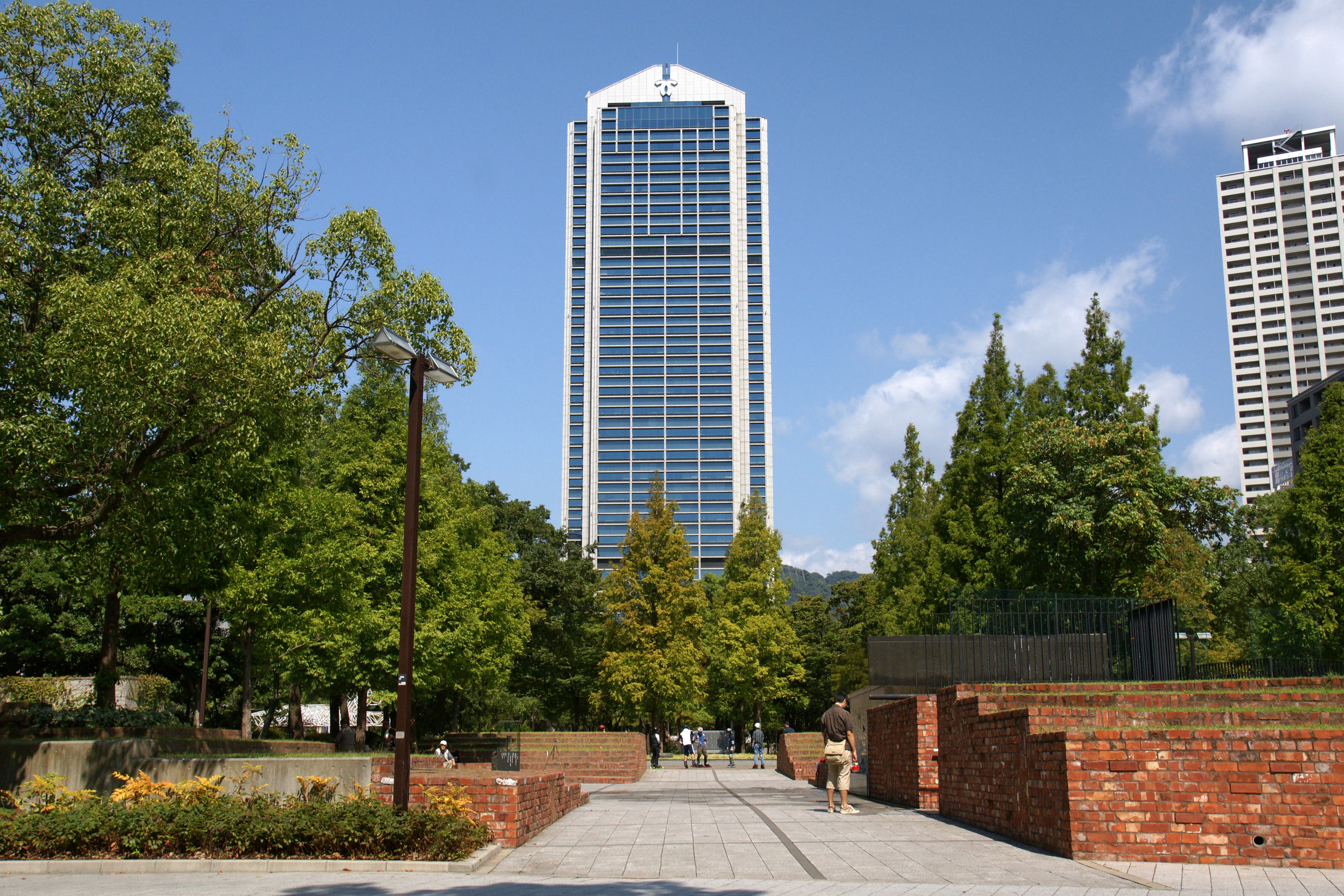
慰霊と復興のモニュメント（後方は市役所1号館）
1.17希望の灯り
マリーナ像
加納宗七モニュメント
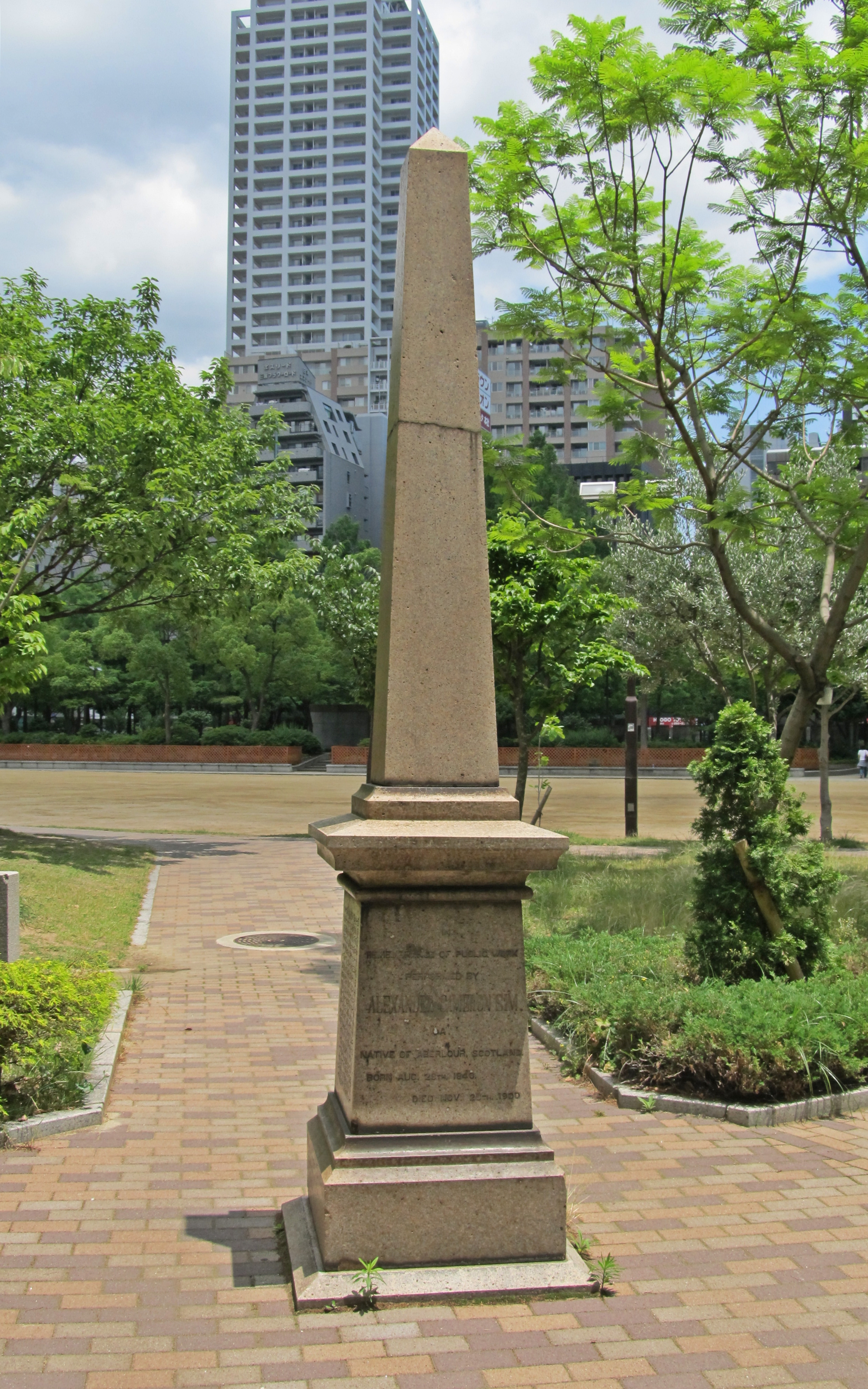
アレキサンダー・キャメロン・シム顕彰碑
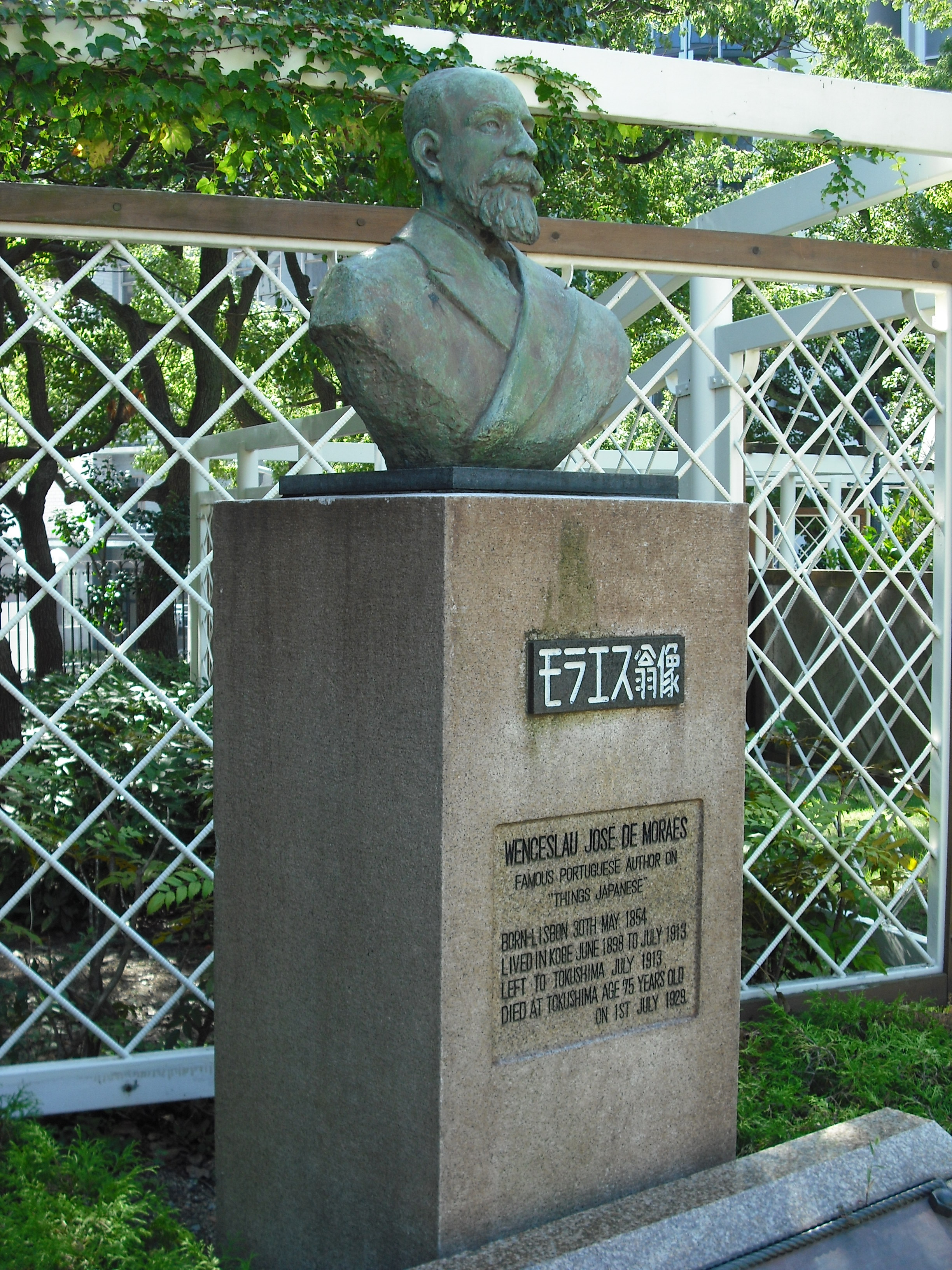
ヴェンセスラウ・デ・モラエス銅像
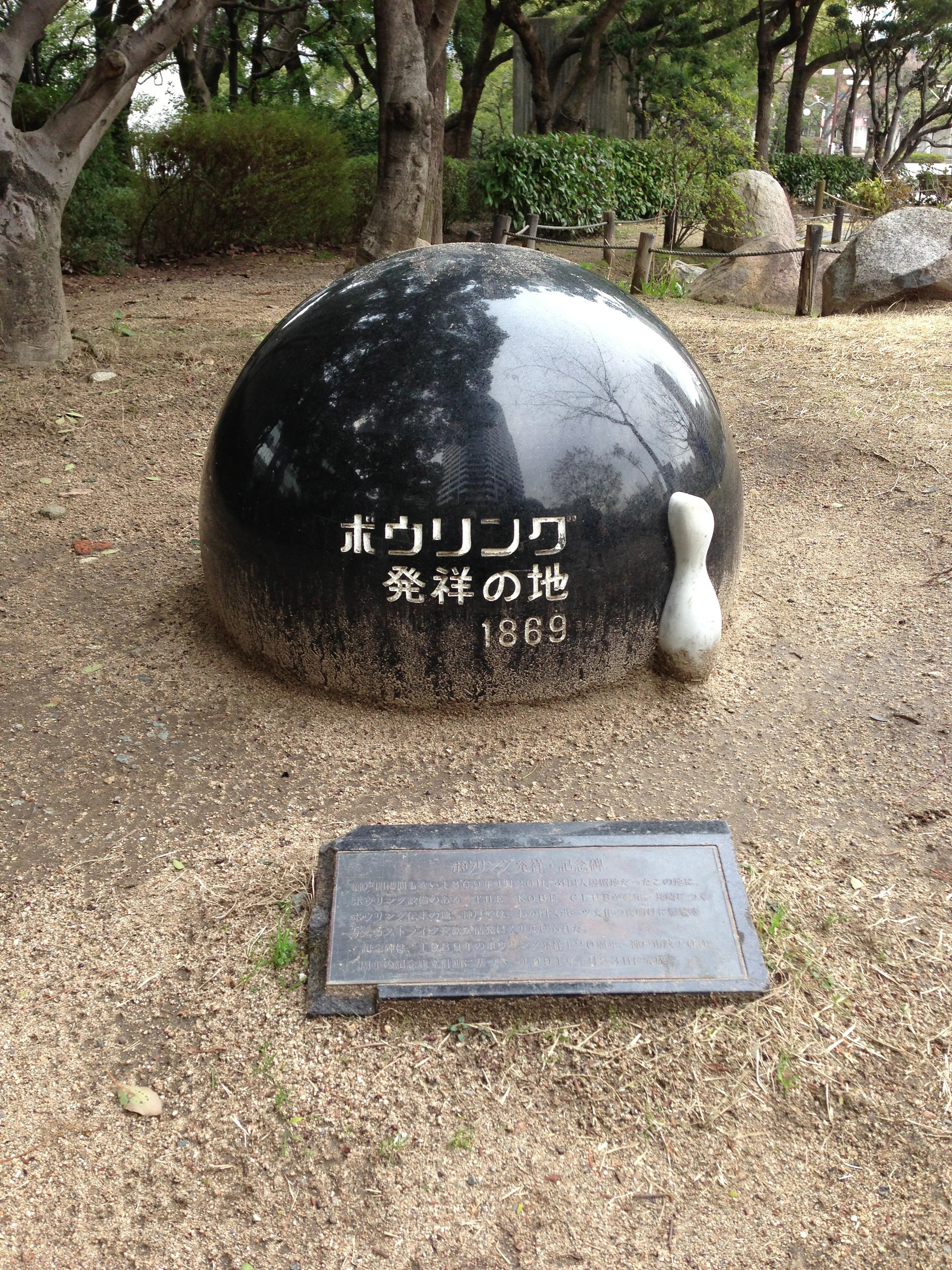
「ボウリング発祥の地」モニュメント

## 交通アクセス
- 東海道本線 三ノ宮駅
- 阪神本線 神戸三宮駅
- 阪急神戸線 神戸三宮駅
- 神戸市営地下鉄西神・山手線 三宮駅
- 神戸市営地下鉄海岸線 三宮・花時計前駅
- ポートライナー 三宮駅または貿易センター駅